# Шевченковский сельский совет (Криворожский район)
Шевченковский сельский совет (укр. Шевченківська сільська рада; до 2016 года — Орджоникидзевский сельский совет) — входит в состав Криворожского района Днепропетровской области Украины.
Административный центр сельского совета находится в с. Шевченковское.

## Населённые пункты совета
- с. Шевченковское
- с. Высокое Поле
- с. Зелёное Поле
- с. Каменное Поле
- с. Лесовое
- с. Новопокровка